# لیگ دسته دوم فوتبال ایران ۵۳-۱۳۵۲
لیگ دسته دوم فوتبال ایران ۵۳-۱۳۵۲ دومین دوره لیگ دسته دوم فوتبال ایران می‌باشد. در پایان مسابقات تیم‌ سپاهان اصفهان به جام تخت جمشید ۱۳۵۳ صعود کرد.

## نحوه برگزاری
ابتدا ۸ تیم از هشت منطقه کشور انتخاب شده و سپس در دو گروه چهار تیمی و به‌صورت دوره ای باهم دیدار کردند. تیم های قهرمان هر گروه به دیدار فینال راه یافتند. فینال لیگ دسته دوم به‌صورت رفت و برگشت برگزار شد و در نهایت تیم برنده راهی لیگ تخت جمشید شد تا جانشین آخرین تیم شهرستانی سقوط کرده باشد.  تهران در این مسابقات نماینده ای نداشت چرا که سهمیه تهران در لیگ تخت جمشید به‌صورت جداگانه تعیین می شد.
هشت منطقه مقدماتی و برندگان هر منطقه عبارت بودند از:
منطقه یک (آذربایجان غربی و آذربایجان شرقی): تراکتورسازی تبریز
منطقه دو (خوزستان و لرستان): گمرک اهواز
منطقه سه (کرمانشاهان، همدان، کردستان، ایلام): نیرو و درستی کرمانشاه
منطقه چهار (گیلان و مازندران): تاج ساری
منطقه پنج (خراسان و سیستان و بلوچستان): آریا مشهد
منطقه شش (کرمان و هرمزگان): ایران نوین کرمان
منطقه هفت (اصفهان، یزد و چهارمحال بختیاری): پاس یزد
منطقه هشت (فارس، بوشهر، کهگیلویه و بویراحمد): تاج شیراز
| لیگ دسته دوم ایران ۵۲ | لیگ دسته دوم ایران ۵۲                                        |
| --------------------- | ------------------------------------------------------------ |
| گروه الف در اهواز     | تراکتورسازی تبریز، گمرک اهواز، نیرو درستی کرمانشاه، تاج ساری |
| گروه ب در شیراز       | آریا مشهد، ایران نوین کرمان،سپاهان اصفهان، تاج شیراز         |

## جدول رده بندی
جدول گروه الف :
| # | تیم                | بازی | برد | مساوی | باخت | گل‌زده | گل‌خورده | امتیاز |
| - | ------------------ | ---- | --- | ----- | ---- | ----- | ------- | ------ |
| ۱ | گمرک اهواز         | ۳    | ۳   | ۰     | ۰    | ۱۱    | ۲       | ۶      |
| ۲ | تاج ساری           | ۳    | ۱   | ۱     | ۱    | ۱۰    | ۴       | ۳      |
| ۳ | تراکتورسازی تبریز  | ۳    | ۱   | ۱     | ۱    | ۵     | ۵       | ۳      |
| ۴ | نیرودرستی کرمانشاه | ۳    | ۰   | ۰     | ۳    | ۳     | ۱۶      | ۰      |

جدول گروه ب:
| # | تیم              | بازی | برد | مساوی | باخت | گل‌زده | گل‌خورده | امتیاز |
| - | ---------------- | ---- | --- | ----- | ---- | ----- | ------- | ------ |
| ۱ | سپاهان اصفهان    | ۳    | ۲   | ۱     | ۰    | ۴     | ۱       | ۵      |
| ۲ | آریا مشهد        | ۳    | ۱   | ۲     | ۰    | ۴     | ۱       | ۴      |
| ۳ | ایران نوین کرمان | ۳    | ۱   | ۰     | ۲    | ۱     | ۵       | ۲      |
| ۴ | تاج شیراز        | ۳    | ۰   | ۱     | ۲    | ۰     | ۲       | ۰      |

## دیدار رفت فینال
| سپاهان            | ۲-۲ | گمرک             |
| ----------------- | --- | ---------------- |
| رضا دهقان ۶۷' ۸۲' |     | سعید زرگر ۲' ۶۸' |

## دیدار برگشت فینال
| گمرک                                                                | ۰-۰ | سپاهان                                                                    |
| ------------------------------------------------------------------- | --- | ------------------------------------------------------------------------- |
|                                                                     |     |                                                                           |
| ضربات پنالتی                                                        |     |                                                                           |
| سعید زرگر · کمال خلیلیان · عباس یونسی · خسرو جهانبانی · طاهر گطعاوی | ۴-۳ | محسن یزدخواستی · رسول خوروش · محمود یزدخواستی · محمد برزمهری · مسعود تابش |

## تیم قهرمان
محمد برزمهری‌(کاپیتان)، مسعود تابش، بهروز مردانی، مهدی اخوان، منصور ابراهیم زاده، محمود یزدخواستی، محسن یزدخواستی، رضا دهقان، رسول خوروش، احمد جفاری، رضا صفاپور، حمید ندیمیان، رضا کوهستانی، رسول ظفریان، اکبر سجادیه، فضل الله دشتچی
سرمربی: محمود یاوری

## گلزنان برتر
| # | گلزنان        | تعداد گل | تیم      |
| - | ------------- | -------- | -------- |
| ۱ | مرتضی نشاگران | ۵        | تاج ساری |
| ۲ | رضی نخلی پور  | ۳        | گمرک     |
| ۳ | سعید زرگر     | ۳        | گمرک     |